# Saxifraga sect. Saxifraga
Saxifraga sect. Saxifraga es una sección del género Saxifraga. Contiene las siguientes especies:

## Especies
- Saxifraga adscendens L.
- Saxifraga androsacea L.
- Saxifraga aphylla Sternb.
- Saxifraga aquatica Lapeyr.
- Saxifraga arachnoidea Sternb.)
- Saxifraga babiana Díaz & Fernández Prieto
- Saxifraga berica (Béguinot) D.A. Webb
- Saxifraga biternata Boiss.
- Saxifraga blavii (Engler) G. Beck
- Saxifraga bourgaeana Boiss. & Reuter
- Saxifraga bulbifera L.
- Saxifraga camposii Boiss. & Reuter
- Saxifraga canaliculata Boiss. & Reuter ex Engler
- Saxifraga carpetana Boiss. & Reuter
- Saxifraga cebennensis Rouy & Camus
- Saxifraga cespitosa L.
- Saxifraga cintrana Kuzinský ex Willk.
- Saxifraga conifera Cosson & Durieu
- Saxifraga continentalis (Engl. & Irmscher) D.A. Webb
- Saxifraga corsica (Ser.) Gren. & Godr.
- Saxifraga cuneata Willd.
- Saxifraga depressa Sternb.
- Saxifraga dichotoma Willd.
- Saxifraga erioblasta Boiss. & Reut.
- Saxifraga exarata Vill.
- Saxifraga facchinii W.D.J.Koch
- Saxifraga fragilis Schrank
- Saxifraga gemmulosa Boiss.
- Saxifraga geranioides L.
- Saxifraga glabella Bertol.
- Saxifraga globulifera Desf.
- Saxifraga granulata L.
- Saxifraga haenseleri Boiss. & Reuter
- Saxifraga hariotii Luizet & Soulié
- Saxifraga hohenwartii Vest ex Sternb.
- Saxifraga hypnoides L.
- Saxifraga intricata Lapeyr.
- Saxifraga irrigua Bieb.
- Saxifraga italica D.A. Webb
- Saxifraga latepetiolata Willk.
- Saxifraga moncayensis D.A. Webb
- Saxifraga moschata Wulfen
- Saxifraga muscoides All.
- Saxifraga nevadensis Boiss.
- Saxifraga osloensis Knaben
- Saxifraga paradoxa Sternb.
- Saxifraga pedemontana All.
- Saxifraga pentadactylis Lapeyr.
- Saxifraga petraea L.
- Saxifraga praetermissa D.A. Webb
- Saxifraga presolanensis Engler
- Saxifraga pubescens Pourret
- Saxifraga reuteriana Boiss.
- Saxifraga rigoi Porta
- Saxifraga rosacea Moench
- Saxifraga sedoides L.
- Saxifraga seguieri Spreng.
- Saxifraga styriaca Köckinger
- Saxifraga tenella Wulf.
- Saxifraga tridactylites L.
- Saxifraga trifurcata Schrader
- Saxifraga vayredana Luizet
- Saxifraga wahlenbergii Ball